# The Awesome Adventures of Captain Spirit
『The Awesome Adventures of Captain Spirit（オーサム・アドベンチャーズ・オブ・キャプテン・スピリット）』は、フランスのゲームスタジオDONTNODが開発し、スクウェア・エニックスよりグローバル版が2018年6月に、日本語版が2020年2月に無料リリースされたコンピュータゲーム。『ライフ イズ ストレンジ2』のスピンオフ作品。

## 概要
『ライフ イズ ストレンジ2』（以下、LIS2）のプロローグに相当する短編作品で、LIS2がなくても入手・プレイ可能であり、追加DLCとは異なる。
アメリカ・オレゴン州ビーバークリークで暮らす、スーパーヒーローに憧れる少年クリス（9歳）の、12月のとある1日を描く。ゲーム内の世界および時間軸はLIS2と繋がっており、登場人物はLIS2にも登場する。
LIS2と基本ゲームシステムは同一。「ポイント＆クリック」の三人称視点アドベンチャーゲームで、プレイヤーキャラクター（クリス）を操作して様々なオブジェクトを調べたり人物と話をするなどして情報を集め、ゲームを進行させる。本作にゲームオーバーの概念はなく、プレイヤーの選択や行動に沿って展開が変化しながらストーリーが進んでいく。
本作のセーブデータはLIS2（エピソード2）プレイ開始時に自動的に引き継がれ、LIS2でのゲーム展開に少し影響を及ぼす。また、LIS2（エピソード2）開始前のタイミングで、本作を先にプレイするよう促すシステムメッセージが表示される。

### リリース状況
本作グローバル版はLIS2の発売よりも早く、2018年6月25日に無料リリースされた。開発元／販売元、対応機種／対応言語などは全てLIS2と同じ。
日本語版も同じくLIS2日本語版よりも早く、2020年2月6日に無料リリース。リリース方式もLIS2日本語版（詳細）と同様だが、PS4パッケージ版のリリースはなく、全機種ダウンロード配信のみ。

## 音楽
ライセンス曲の表記は『Official Life Is Strange（Spotify内 公式チャンネル）』公開順。なおLIS2と同様に、ゲーム内設定で「ライセンス曲をミュート」する機能が設けられている。
1. 「Parade」（Rone）
2. 「Moon and Moon」（バット・フォー・ラッシーズ）
3. 「Death with Dignity」（スフィアン・スティーヴンス）